# Ruslan Ivanov
Ruslan Ivanov (n. 18 decembrie 1973 în Chișinău) este un ciclist moldovean.